# 鳳州
鳳州，中国从南北朝到明朝时存在的州，治所在今陕西省凤县。
前身是北魏孝昌年間（525年-528年）設置的南岐州。553年，西魏改称鳳州。隋朝建立，鳳州管轄2郡4县。大業元年（605年），废康州，鳳州管轄5县。大業3年（607年），郡制施行，鳳州改称河池郡，下轄4县。唐朝再改为鳳州，属山南西道，管辖4县。天宝、至德年间一度为河池郡。前蜀为武兴节度使的治所。北宋属秦凤路，南宋属利州路，管辖3县。元朝属陕西行省兴元路。明朝洪武七年（1374年）七月凤州降为鳳县。
| 隋代行政区划变遷 | 隋代行政区划变遷 | 隋代行政区划变遷 | 隋代行政区划变遷 | 隋代行政区划变遷 | 隋代行政区划变遷            |
| 区划             | 開皇元年         | 開皇元年         | 開皇元年         | 区划             | 大業3年                     |
| ---------------- | ---------------- | ---------------- | ---------------- | ---------------- | --------------------------- |
| 州               | 鳳州             | 鳳州             | 康州             | 郡               | 河池郡                      |
| 郡               | 两当郡           | 广化郡           | 广業郡           | 县               | 两当县 梁泉县 河池县 同谷县 |
| 县               | 两当县 梁泉县    | 广化县 思安县    | 同谷县           | 县               | 两当县 梁泉县 河池县 同谷县 |

| 唐朝鳳州辖县 | 唐朝鳳州辖县                         |
| ------------ | ------------------------------------ |
| 618年        | 梁泉县、两当县、河池县、黄花县       |
| 825年        | 梁泉县、两当县、河池县（废除黄花县） |

唐朝凤州刺史
- 胡演（628年）
- 李义范（651年）
- 杨思讷（660年—661年）
- 辛文灿（唐高宗时）
- 裴大同（唐高宗时）
- 林游楚（武周时）
- 刘悦（武周时）
- 韦仁爽（武周时）
- 李承嗣（武周时）
- 甘元柬（武周末年）
- 吴处敬（720年）
- 韦镐（开元年间）
- 河池郡太守
- 萧怈（761年）
- 高武光（761年）
- 吕日将（762年）
- 蒋浟（唐代宗时）
- 严震（769年—782年）
- 李僖伯（贞元年间）
- 窦旵（贞元年间）
- 裴佾（贞元年间）
- 马勋（贞元年间）
- 李某（817年）
- 萧睦（821年）
- 姚克柔（851年）
- 李弘让（大中年间）
- 卢某（大中年间）
- 韩瞻（857年—858年）
- 卢方乂（咸通初年）
- 郭弘业（874年—875年）
- 杨晟（886年）
- 满存（886年—892年）
- 崔泽（896年）
- 贺娄行本